# Cantone di Massat
Il Cantone di Massat era una divisione amministrativa dell'arrondissement di Saint-Girons.
A seguito della riforma approvata con decreto del 18 febbraio 2014, che ha avuto attuazione dopo le elezioni dipartimentali del 2015, è stato soppresso.

## Composizione
Comprendeva i comuni di:
- Aleu
- Biert
- Boussenac
- Massat
- Le Port
- Soulan